# Matthias Beham
Matthias Beham (* 26. November 1981 in Linz) ist ein ehemaliger österreichischer Leichtathlet, der sich auf 200- und 400-Meter-Läufe spezialisiert hatte.

## Werdegang
Matthias Beham ist der Sohn von Erwin und Alice Beham. Durch seine polnische Mutter, wuchs er zweisprachig auf. Er studierte Wirtschaftswissenschaften an der Johannes-Kepler-Universität Linz und startete für den Verein ULC-Linz Oberbank.
2006 wurde er mit der Zeit von 48,62 s österreichischer Leichtathletik-Staatsmeister im 400-Meter-Lauf (Halle).
Matthias Beham führt heute den familiären Autohandel in 2. Generation.

## Persönliche Bestleistungen
| 100 m        | 10,70 s | 14. Juli 2006 | Villach (AUT) |
| 200 m        | 21,47 s | 14. Juli 2006 | Villach (AUT) |
| 400 m        | 47,29 s | 8. Juli 2006  | Ingolstadt    |
| 400 m Hürden | 53,58 s |               |               |

## Erfolge
| 1996–2000 | Mehrfacher Österreichischer Nachwuchs Staffelmeister 4 × 100 m             |
| 1998      | 100 m – 11,19 s Qualifikation und Teilnahme bei der Gymnasiade in Shanghai |
| 1998      | 2. Platz Österreichische Staatsmeisterschaften 4 × 100 m                   |
| 2000      | 2. Platz Österreichische Hallenmeisterschaften 4 × 200 m                   |
| 2000      | 2. Platz Österreichische Staatsmeisterschaften 4 × 400 m                   |
| 2000      | 1. Platz Oberösterreichische Meisterschaften 4 × 100 m und 4 × 400 m       |
| 2002      | 1. Platz Staffelstaatsmeisterschaften 4 × 100 m                            |
| 2002      | 2. Platz Österreichische Staatsmeisterschaften 4 × 400 m                   |
| 2003      | fünffacher Landesmeister: 100 m, 200 m, 400 m Hürden, 4 × 100 m, 4 × 200 m |
| 2004      | 3. Platz Österreichische Hallenstaatsmeisterschaften 400 m                 |
| 2004      | 4. Platz Österreichische Staatsmeisterschaften 400 m                       |
| 2006      | 1. Platz Hallenstaatsmeisterschaften 400 m                                 |